# Macromitrium longipes
Macromitrium longipes är en bladmossart som beskrevs av Schwaegrichen 1824. Macromitrium longipes ingår i släktet Macromitrium och familjen Orthotrichaceae. Inga underarter finns listade i Catalogue of Life.